# Ali Ben Horsting
Ali Ben Horsting, né le 19 février 1976 à Sneek, est un acteur néerlandais.

## Biographie
Ali Ben Horsting naît le 19 février 1976 à Sneek.
Ses parents (son père écrit pour des magazines d'affaires) sont originaires d'Amsterdam et déménagent à Sneek. Quand il a trois ans, ils vont vivre dans une ferme à Wapserveen. Quand il a 10 ans, la famille déménage à Zutphen, où son père meurt à l'âge de 42 ans.
Acteur, il joue dans des séries comme Baantjer, Moordvrouw et Zwarte Tulp. Dans Moordvrouw, il remplace Renée Soutendijk dans son rôle de chef de police.

## Filmographie
Sauf indication contraire, les informations mentionnées dans cette section peuvent être confirmées par la base de données cinématographiques IMDb,  présente dans la section « Liens externes ».

### Cinéma
- 2005 : Life! (en) de Willem van de Sande Bakhuyzen et Jean Van de Velde
- 2008 : Links de Froukje Tan : Henry
- 2008 : Tiramisu de Paula van der Oest : Nico
- 2012 : Man in Pak (court métrage) de Anna van der Heide : Pieter
- 2012 : Hemel de Sacha Polak : Jimmy
- 2013 : De Nieuwe Wereld (nl) de Jaap Van Heusden : Johan
- 2015 : Gluckauf de Remy van Heugten : Walt
- 2016 : Import de Ena Sendijarević

### Téléfilms
- 2002 : Intensive Care : Hans Hagendoorn
- 2005 : Baantjer : Tonnie Brons
- 2006-2008 : Keyzer & De Boer Advocaten : le procureur de la république
- 2011 : Van God Los (nl) : Jeroen
- 2011 : A'dam - E.V.A. (nl) : le client dans le café
- 2012 : Lijn 32 (nl) - Ben de Jong
- 2012-2013 : Dokter Deen (nl) : De Beer
- 2013 : Charlie : Daan Schutte
- 2013 : De ontmaskering van de Vastgoedfraude (nl) : Herman Muller
- 2014 : Moordvrouw : Rutger Terschuur
- 2015 : SpangaS : Bert de la Aize
- 2015 : Zwarte Tulp (nl) : Mitch Groenendijk
- 2016 : Vlucht HS13 (nl) : Kevin
- 2016 : Project Orpheus : Van Tonningen
- 2017 : Voetbalmaffia : Victor Krabbing
- 2017 : De mannentester (nl) : Marco
- 2017 : Suspects : Ronald Westra
- 2018 : Ik weet wie je bent (nl) : Gabor de Heerdt